# Škocjan, Divača
Škocjan este o localitate din comuna Divača, Slovenia, cu o populație de 7 locuitori.